# Ipothalia pyrrha
Ipothalia pyrrha là một loài bọ cánh cứng trong họ Cerambycidae.